# Ferroselita
|  | No s'ha de confondre amb la ferrosilita. |

La ferroselita és un mineral de la classe dels sulfurs que pertany al grup de la marcassita. Rep el nom de la seva composició química: ferro i seleni.

## Característiques
La ferroselita és un selenur de fórmula química FeSe₂. Cristal·litza en el sistema ortoròmbic. La seva duresa a l'escala de Mohs es troba entre 6 i 6,5.
Segons la classificació de Nickel-Strunz, la ferroselita pertany a «02.EA: Sulfurs metàl·lics, M:S = 1:2, amb Fe, Co, Ni, PGE, etc.» juntament amb els següents minerals: aurostibita, bambollaïta, cattierita, erlichmanita, fukuchilita, geversita, hauerita, insizwaïta, krutaïta, laurita, penroseïta, pirita, sperrylita, trogtalita, vaesita, villamaninita, dzharkenita, gaotaiïta, al·loclasita, costibita, frohbergita, glaucodot, kullerudita, marcassita, mattagamita, paracostibita, pararammelsbergita, oenita, anduoïta, clinosafflorita, löllingita, nisbita, omeiïta, paxita, rammelsbergita, safflorita, seinäjokita, arsenopirita, gudmundita, osarsita, ruarsita, cobaltita, gersdorffita, hol·lingworthita, irarsita, jol·liffeïta, krutovita, maslovita, michenerita, padmaïta, platarsita, testibiopal·ladita, tolovkita, ullmannita, wil·lyamita, changchengita, mayingita, hollingsworthita, kalungaïta, milotaïta, urvantsevita i reniïta.

## Formació i jaciments
Va ser descoberta al dipòsit d'Ust' Uyok, situat al districte de Turan (Tuva, Rússia). També ha estat descrita en altres indrets propers a l'Àsia, a l'Amèrica del Sud, els Estats Units i a alguns països del centre i del nord d'Europa.